# Laurent Pionnier
Laurent Pionnier (ur. 24 maja 1982 w Bagnols-sur-Cèze) – francuski piłkarz występujący na pozycji bramkarza.

## Kariera klubowa
Pionnier zawodową karierę rozpoczynał w 2002 roku w pierwszoligowym klubie Montpellier HSC. W Ligue 1 zadebiutował 19 października 2002 w przegranym 1:3 meczu z En Avant Guingamp. W 2004 roku spadł z zespołem do Ligue 2. W styczniu 2008 roku został wypożyczony do innego drugoligowego klubu - FC Libourne-Saint-Seurin. Pierwszy ligowy mecz w jego barwach zaliczył 25 stycznia 2008 przeciwko LB Châteauroux (1:0). Latem 2008 roku powrócił do Montpellier. W 2009 roku awansował z nim do Ligue 1.
| Sezon   | Klub               | Kraj    | Rozgrywki | Mecze | Bramki | Rozgrywki Europy   | Mecze | Bramki |
| ------- | ------------------ | ------- | --------- | ----- | ------ | ------------------ | ----- | ------ |
| 2002/03 | Montpellier HSC    | Francja | Ligue 2   | 9     | 0      | -                  | -     | -      |
| 2003/04 | Montpellier HSC    | Francja | Ligue 2   | 3     | 0      | -                  | -     | -      |
| 2004/05 | Montpellier HSC    | Francja | Ligue 2   | 8     | 0      | -                  | -     | -      |
| 2005/06 | Montpellier HSC    | Francja | Ligue 2   | 34    | 0      | -                  | -     | -      |
| 2006/07 | Montpellier HSC    | Francja | Ligue 2   | 26    | 0      | -                  | -     | -      |
| 2007/08 | Montpellier HSC    | Francja | Ligue 2   | 0     | 0      | -                  | -     | -      |
| 2007/08 | FC Libourne (wyp.) | Francja | Ligue 2   | 17    | 0      | -                  | -     | -      |
| 2008/09 | Montpellier HSC    | Francja | Ligue 2   | 3     | 0      | -                  | -     | -      |
| 2009/10 | Montpellier HSC    | Francja | Ligue 1   | 0     | 0      | -                  | -     | -      |
| 2010/11 | Montpellier HSC    | Francja | Ligue 1   | 1     | 0      | Liga Europy UEFA   | 0     | 0      |
| 2011/12 | Montpellier HSC    | Francja | Ligue 1   | 4     | 0      | -                  | -     | -      |
| 2012/13 | Montpellier HSC    | Francja | Ligue 1   | 5     | 0      | Liga Mistrzów UEFA | 1     | 0      |
| 2013/14 | Montpellier HSC    | Francja | Ligue 1   | 5     | 0      | -                  | -     | -      |
| 2014/15 | Montpellier HSC    | Francja | Ligue 1   | 3     | 0      | -                  | -     | -      |

Stan na: 14 grudzień 2014 r.

## Sukcesy

### Klubowe
- Montpellier HSC
  - Ligue 1: 2012